# Bosbad De Vuursche
Bosbad De Vuursche is een openluchtbad in de bossen tussen Baarn, Hilversum en Lage Vuursche aan een zijweg van de Hilversumse Straatweg. 

## Geschiedenis
Na de Tweede Wereldoorlog raakte het water in de Eem ernstig vervuild door de toenemende industrialisatie in Amersfoort. Het zwemwater uit de Eem van Zweminrichting Baarn werd na door de inspecteur van het 'Staatstoezicht op de Volksgezondheid' afgekeurd, waarna het openluchtzwembad in 1951 door de gemeente Baarn werd gesloten.
Op 31 juli 1954 ging het bosbad open, op 28 mei 1955 volgde de officiële opening. Het uiterlijk van het achthoekige entreegebouwtje en de bijgebouwen is beïnvloed door de naoorlogse Delftse School. Het bosbad wordt gevoed door leidingwater. Naast 80 wisselcabines zijn er twee grote kleedlokalen en garderobegebouwen. De rechthoekige baden zijn ingericht op zwemlessen en de zwemclub. Ook zijn er een hoge en een lage duikplank en een grote zonneweide. Vanaf 1959 wordt het bad de trainingsplek voor zwemclub De Vuursche. 

### Renovatie

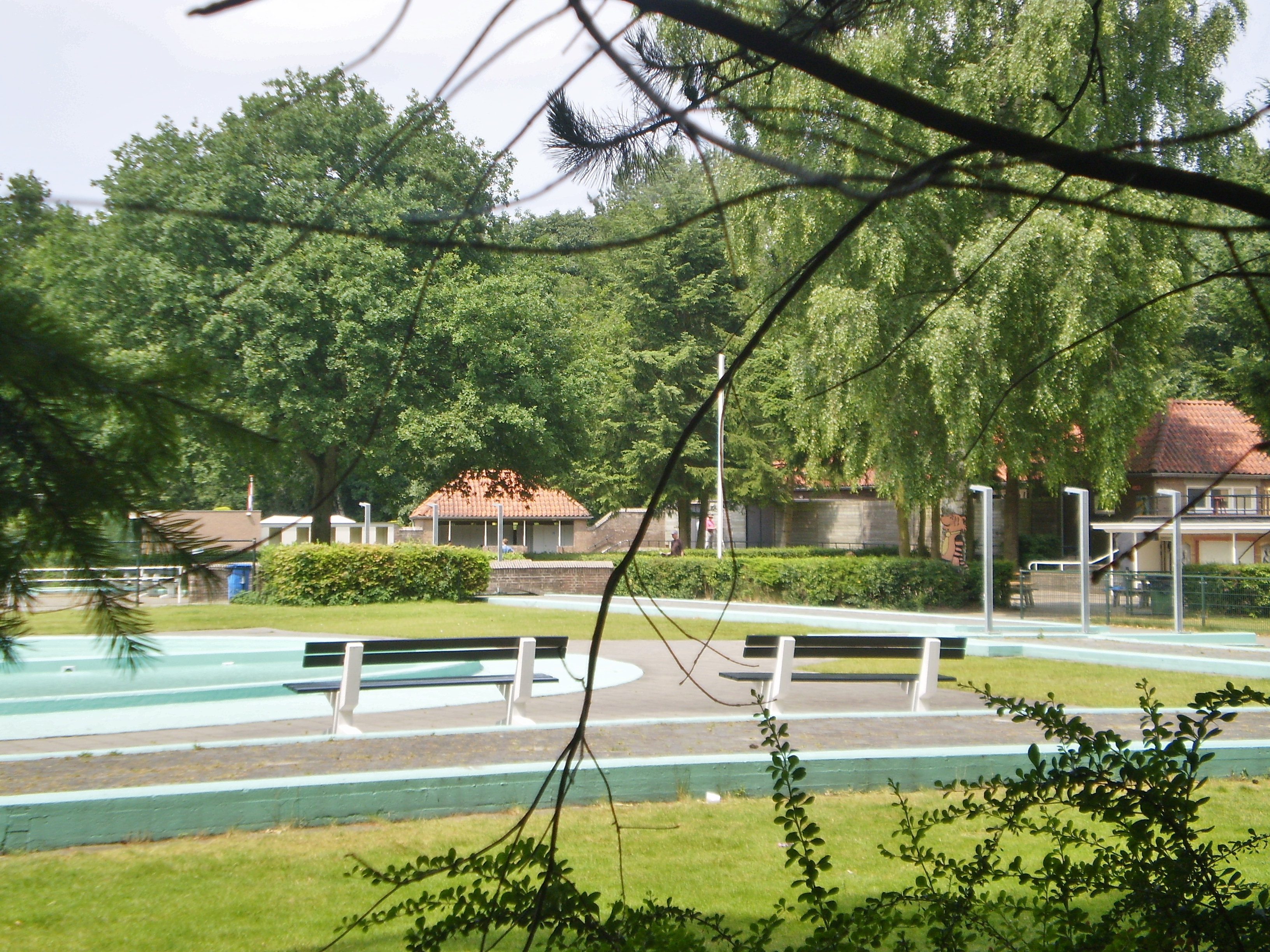
Gezicht op het bad

In 2004 vond een grote renovatie plaats, waarbij het bad zich meer ging richten op recreatief zwemmen voor kinderen en jonge gezinnen. Het gemeentelijk monument heeft een peuter-, kleuter-, recreatie- en wedstrijdbad. Het bad is alleen in de zomer open. Er zijn plannen om er een kinderopvang bij te vestigen. Bij het bad is ook een midgetgolfbaan.Het zwembad wordt verwarmd door vier zonnecollectoren.